# Mario vs. Donkey Kong (серия игр)
Mario vs. Donkey Kong (яп. — マリオVSドンキーコング Марио тай Донки: Конгу), также известная как Mario and Donkey Kong (яп. マリオ＆ドンキーコング Марио андо Донки: Конгу) в игре Mario and Donkey Kong: Minis on the Move — серия видеоигр, созданная Сигэру Миямото и компанией Nintendo в жанре головоломка.
Первая часть серии под названием Mario vs. Donkey Kong вышла в 2004 году на портативной консоли Game Boy Advance. Mario vs. Donkey Kong 2: March of the Minis вышла в 2006 году на платформе Nintendo DS, затем в 2009 году выходит игра Mario vs. Donkey Kong: Minis March Again на платформе Nintendo DSi. Mario vs. Donkey Kong: Mini-Land Mayhem вышла в 2010 году на платформе Nintendo DS, а в 2013 году выходит игра Mario and Donkey Kong: Minis on the Move на платформе Nintendo 3DS.
В 2015 году компания Nintendo выпустила Mario vs. Donkey Kong: Tipping Stars на платформах Wii U и Nintendo 3DS.
В 2024 году компания Nintendo выпустила Mario vs. Donkey Kong на платформе Nintendo Switch.

## Игры
| 2004 | Mario vs. Donkey Kong                       |
| 2005 |                                             |
| 2006 | Mario vs. Donkey Kong 2: March of the Minis |
| 2007 |                                             |
| 2008 |                                             |
| 2009 | Mario vs. Donkey Kong: Minis March Again!   |
| 2010 | Mario vs. Donkey Kong: Mini-Land Mayhem!    |
| 2011 |                                             |
| 2012 |                                             |
| 2013 | Mario and Donkey Kong: Minis on the Move    |
| 2014 |                                             |
| 2015 | Mario vs. Donkey Kong: Tipping Stars        |
| 2016 | Mini Mario & Friends: amiibo Challenge      |
| 2017 |                                             |
| 2018 |                                             |
| 2019 |                                             |
| 2020 |                                             |
| 2021 |                                             |
| 2022 |                                             |
| 2023 |                                             |
| 2024 | Mario vs. Donkey Kong                       |

### Mario vs. Donkey Kong
Mario vs. Donkey Kong
Вышла 24 мая 2004 года на Game Boy Advance.
Донки Конг смотрел любою рекламу пока не нашел единственную которая понравилась до неузнаваемости. И он пошел а точнее побежал за Мини-Марио и там ждал сюрприз. Все распродано. Ему стало обидно но он увидел компанию по изготовлению игрушек через дорогу. И он заходит туда. Но к сожалению он все украл. Марио должен его остановить и вернуть игрушки. После прохождения первой шестерки уровней, Донки узнает что их нет. И он крадет трех тоадов. После освобождения он крадет следующие. А после прохождения второй шестерки уровней, он узнает что игрушки остались и он хочет замучить их. Но в концовке Донки Конг грустит что ему так хотелось хоть одну игрушку. Но Марио простил и отдал ему Мини-Марио в качестве знака дружбы.

### Mario vs. Donkey Kong 2: March of the Minis
Mario vs. Donkey Kong 2: March of the Minis
Вышла 25 сентября 2006 года на Nintendo DS.
Сюжет открывается торжественным открытием парка развлечений «Super Mini-Mario World» на основе очень успешных механических игрушек, разработанных компанией Mini-Mario Toy. Сразу же после церемонии разрезания ленточки Марио подарил своему VIP-гостю Полине игрушку Mini-Mario, в то же время Donkey Kong предлагает ей игрушку Mini-Donkey Kong. Когда Полин выбирает игрушку Mini-Mario, Донки Конг приходит в ярость и уносится с ней на крышу. Марио, неспособный следовать, посылает игрушки Мини-Марио в погоню, чтобы спасти Полину.
Игрушки Mini-Mario проходят через восемь этажей, каждый из которых состоит из девяти сложных комнат, противостоящих Donkey Kong на каждом этаже. В конце концов, Марио и игрушки Mini-Mario достигают крыши и побеждают Донки Конга. После этого Марио с облегчением обнаруживает, что Полин в целости и сохранности находится в маленькой комнате, окруженной подарками и держащей чашку чая. Донки Конг входит в комнату, чувствуя раскаяние за свое поведение, и Полин берет игрушку Мини-Донки Конг и целует ее, заставляя Донки Конга чувствовать себя лучше, зная, что она его простила.

### Mario vs. Donkey Kong: Minis March Again
Mario vs. Donkey Kong: Minis March Again
Вышла 8 июня 2009 года на Nintendo DSi.
Марио и Полина продают игрушки Mini-Mario. Есть длинная очередь. В конце строки находится Donkey Kong. Когда линия движется, Donkey Kong наконец оказывается впереди. Именно тогда игрушки Mini-Mario заканчиваются. В ярости, Донки Конг вырывает Полин из Марио. Когда Марио спотыкается и рвет платье Полины в погоне за ними, он видит игрушки Mini Mario, стоящие перед ним. Таким образом, Марио приходит в голову использовать их, чтобы поймать Донки Конга. После титров появляется секретное окончание. Когда Марио побеждает Донки Конга, он находит Полин у окна, Донки Конг выключает свет, снова хватает Полин и выпрыгивает с ней в окно. Еще раз, Марио должен сыграть в «Плюс этаж», чтобы вернуть Полин. После того, как Марио играет все плюс-этажи и возвращает Полин, он обнаруживает, что Donkey Kong на самом деле помогал Марио, тестируя мини Марио.

### Mario vs. Donkey Kong: Mini-Land Mayhem
Mario vs. Donkey Kong: Mini-Land Mayhem
Вышла 2 декабря 2009 года на Nintendo DS.

### Mario and Donkey Kong: Minis on the Move
Mario and Donkey Kong: Minis on the Move
Вышла 9 мая 2010 года на Nintendo 3DS.

### Mario vs. Donkey Kong: Tipping Stars
Mario vs. Donkey Kong: Tipping Stars
Вышла 5 марта 2015 года на Nintendo 3DS и Wii U.

### Mini Mario & Friends: amiibo Challenge
Mini Mario & Friends: amiibo Challenge
Вышла 28 января 2016 года на Nintendo 3DS и Wii U.

### Mario vs. Donkey Kong
Mario vs. Donkey Kong
Вышла 16 февраля 2024 года на Nintendo Switch.
Ремейк одноимённой игры 2004 года.